# Goera vaidehi
Goera vaidehi is een schietmot uit de familie Goeridae. De soort komt voor in het Oriëntaals gebied.